# 德意志中央銀行 (東德)
德意志中央銀行是1948年至1968年间蘇聯佔領區及後來的東德的中央銀行。成立于1948年7月20日，是德意志發行與轉匯銀行("Deutschen Emissions- und Girobank")的继承者。德意志發行與轉匯银行的創立時間則為 1948年5月21日，該銀行負責擔任蘇占區的中央银行机构，但无权发行货币。 
1947 年 2 月，德意志發行與轉匯銀行已在德国苏联占领区的五个地區成立。 並且擔任蘇占區內的貨幣流通以及維持蘇占區內的交易活動管理等任務。而西部佔領區及之後成立的西德則由1948年成立的德意志國家銀行和之後於1957年改組而成的德国联邦银行承担了这些任务。
该银行的所在地首先设在波茨坦， 后来又设在东柏林。根据德国经济委员会的决定，德国央行收到了1948年7月在德国苏联占领区和前大柏林地区拥有唯一发行新币的权利。 1951年10月31日的的德意志中央銀行法賦予了德意志中央銀行發行紙幣和管理東德國家預算現金交易的唯一權利。 1957年至1967年，该银行在东德发行了第一张旅行支票。德国外贸银行（DABA）从1967年起接手了这项任务。但作为非独立机构，它受到東德财政部的监管。
许多国家级信贷机构也一併被併入德意志中央银行。例如：1950 年，萨克森州的薩克森州立銀行 (Sächsische Landesbank)和薩克森州發行與轉匯銀行(Emissions- und Girobank Sachsen)也一併被併入德意志中央銀行。 
1968年1月1日，德意志中央銀行更名為德意志民主共和國國家銀行("Staatsbank der DDR")。
德意志中央銀行的法條依據最初是來自於1948年7月20日德意志中央銀行自身的法令(ZVOBl. S. 291） 以及後來1951年10月31日由國家頒布的《德意志中央銀行法》。 

## 結構
该银行的管理机构是行政委员会和董事会。董事会負責管理德意志中央銀行的所有业务，並代表银行出席相關現場以及雇用和解雇员工。它由主席、副主席和其他最多四名的董事组成。
董事会负责德意志央行的活动及总体管理和控制。它由 17 名成员组成，在 DWK HV 财务负责人的主持下，以荣誉方式工作，并以简单多数通过了决议。管理委员会由持有股本的DWK主要行政部门负责人、发行银行和转账银行行长、 FDGB联邦执行委员会的两名代表、农民互助协会的一名代表组成以及由 DWK 任命的国有企业代表。根据 1951 年 10 月的《德国中央银行法》，德国央行获得了国家银行的地位以及发行纸币的唯一权利，现在它直接受部长会议管辖，其中德国总统DNB 拥有一个席位和一张选票。董事会和董事会仍然是DNB的机构，但总理现在担任董事会主席。财政部长兼任副部长。董事会由行长、副行长 1 名，董事 5 名组成。 
歷任的德意志中央銀行行長為：
- 威利·胡恩(1948–1950)
- 格蕾塔·库克霍夫(1950–1958)
- 马丁·施密特(1958–1961)
- 罗尔夫·韦策尔(1961–1964)
- 赫尔穆特·迪特里希(1964-1967)
- 玛格丽特·维特科斯基(1967)

## 网页链接
- 联邦档案馆中的德国中央银行 （页面存档备份，存于）